# Turčiansky Peter
Turčiansky Peter (Hongaars: Turócszentpéter) is een Slowaakse gemeente in de regio Žilina, en maakt deel uit van het district Martin.
Turčiansky Peter telt 405 inwoners.